# Trachelium caeruleum
Il trachelio coltivato o trachelio ceruleo (Trachelium caeruleum L., 1753) è una pianta angiosperma della famiglia delle Campanulacee, diffusa nel bacino del Mediterraneo. 
Ha ottenuto il premio Award of Garden merit dalla Royal Horticultural Society. Ci sono molte cultivar con una varia gamma di colori floreali, tra cui bianco, rosso, rosa e viola scuro.

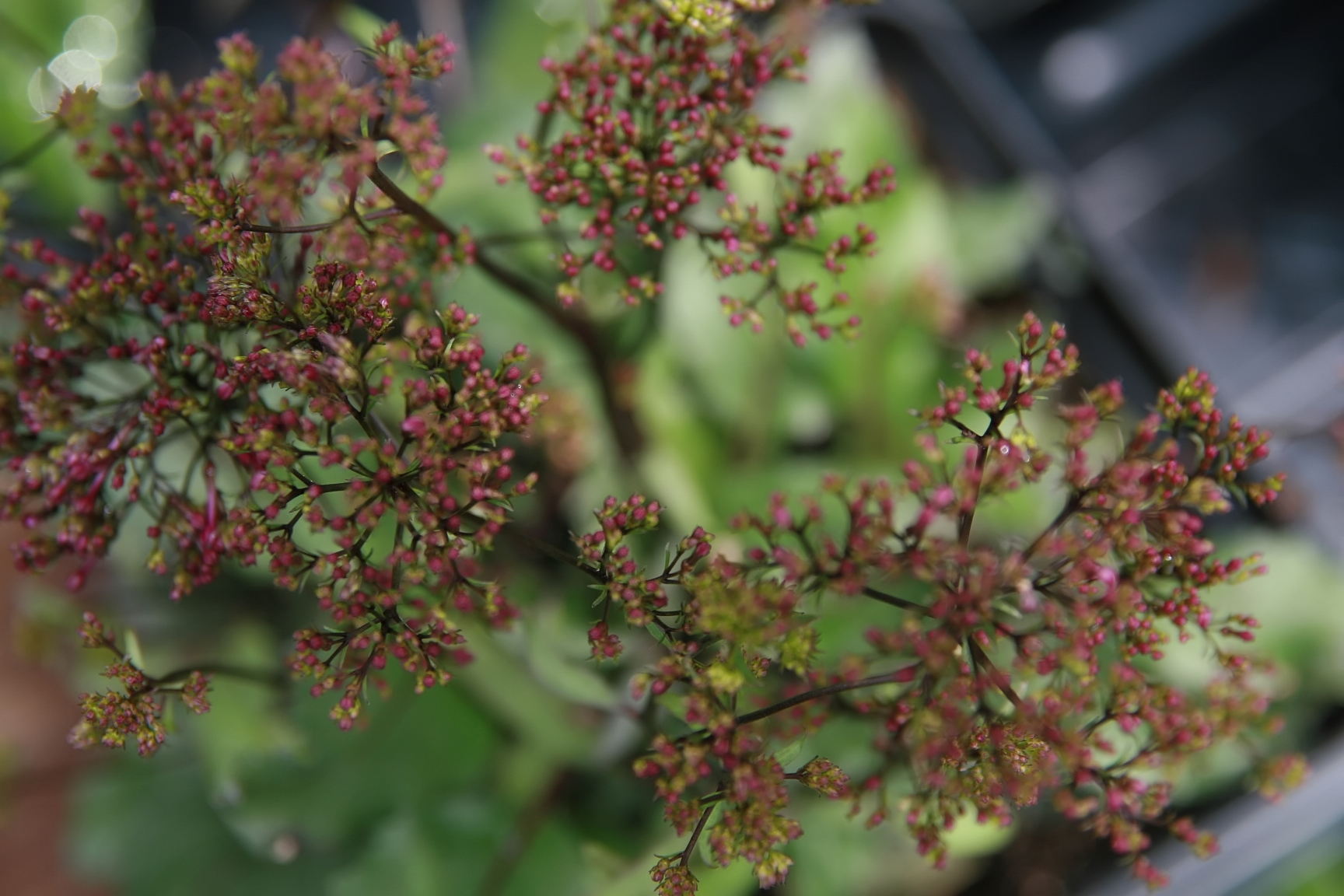
Esempio di cultivar "Devotion Burgundy"

## Etimologia
Lo specifico epiteto caeruleum significa "blu scuro".

## Descrizione

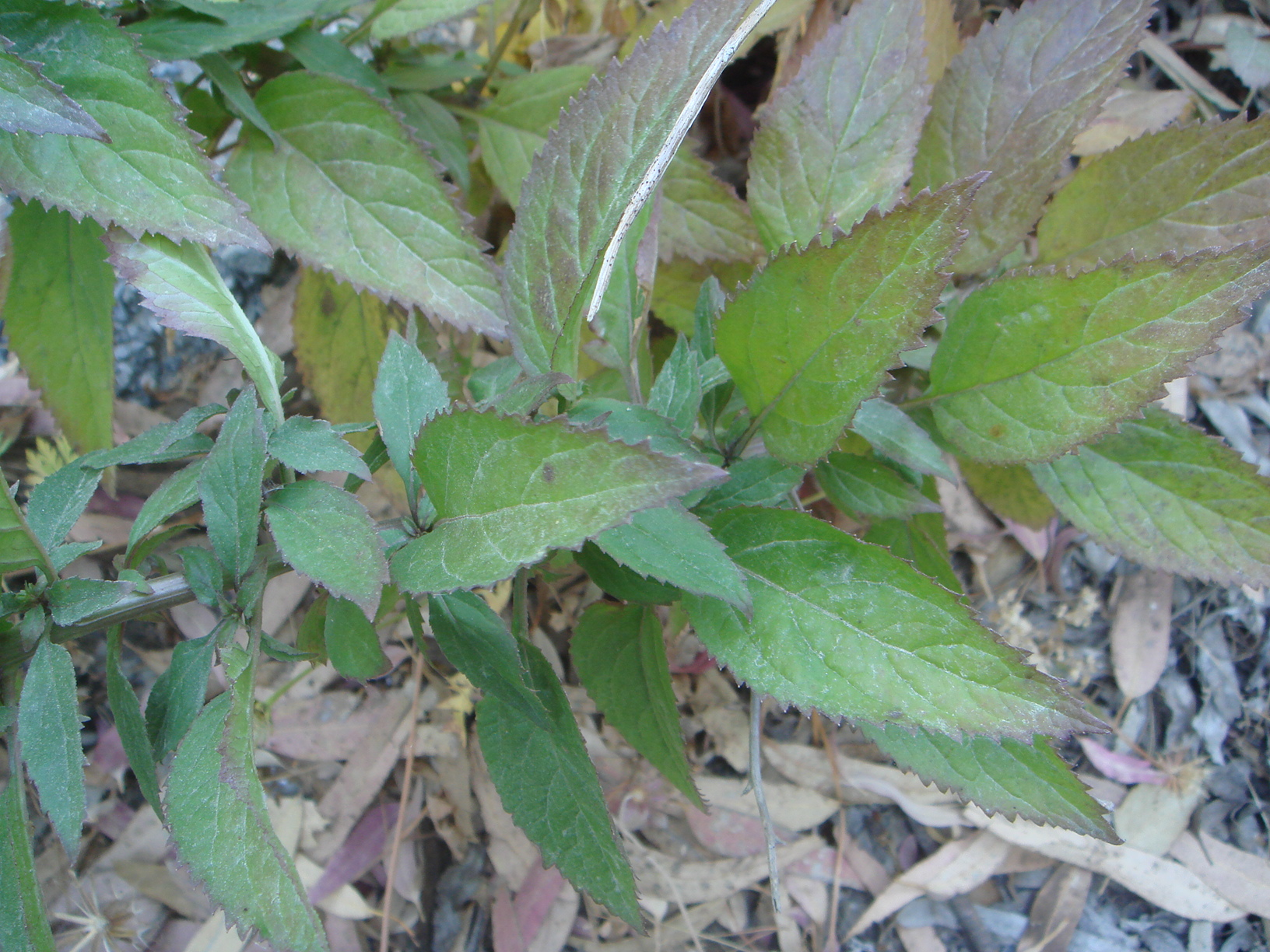
Dettaglio delle foglie.

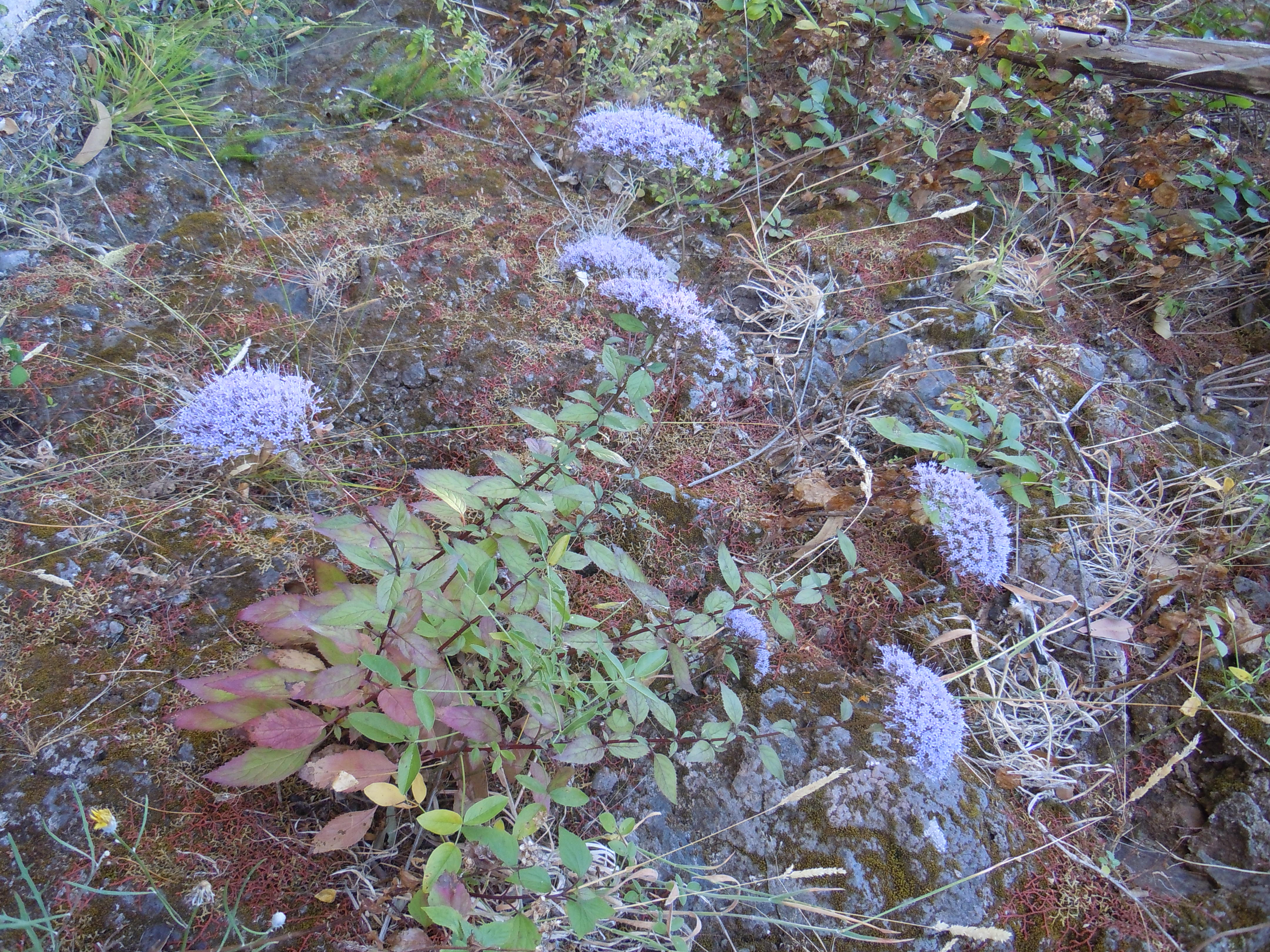
Pianta in fiore.

Il trachelio coltivato è una pianta erbacea perenne a base legnosa che cresce fino a raggiungere in media il metro di altezza, ma può svilupparsi fino ai 120 cm di altezza per 30 cm di larghezza. 
Si presenta con foglie ovali, semplici e alterne, stelo quasi glabro e rossastro e fitti cuscini di fiori violetto-lillà in estate. La fioritura è compresa tra giugno e settembre.
Il suo frutto è una capsula deiscente con molti semi.

## Distribuzione e habitat
La sua area di crescita comprende buona parte dell'Italia, principalmente la zona centro-meridionale, compresa la Sicilia, Algeria, Marocco, Portogallo e Spagna. È stato anche introdotto e naturalizzato in alcune aree, tra cui la Nuova Zelanda, le Azzorre e alcune parti dell'Europa continentale. Nei climi temperati questa pianta viene solitamente coltivata come pianta annuale semi-resistente.
Il trachelio coltivato cresce a quote comprese tra i 0-600 metri sul livello del mare e prospera in particolare negli ambienti rupestri, su vecchi muri ed in luoghi umidi e poco soleggiati.